# 다르수니슈키스

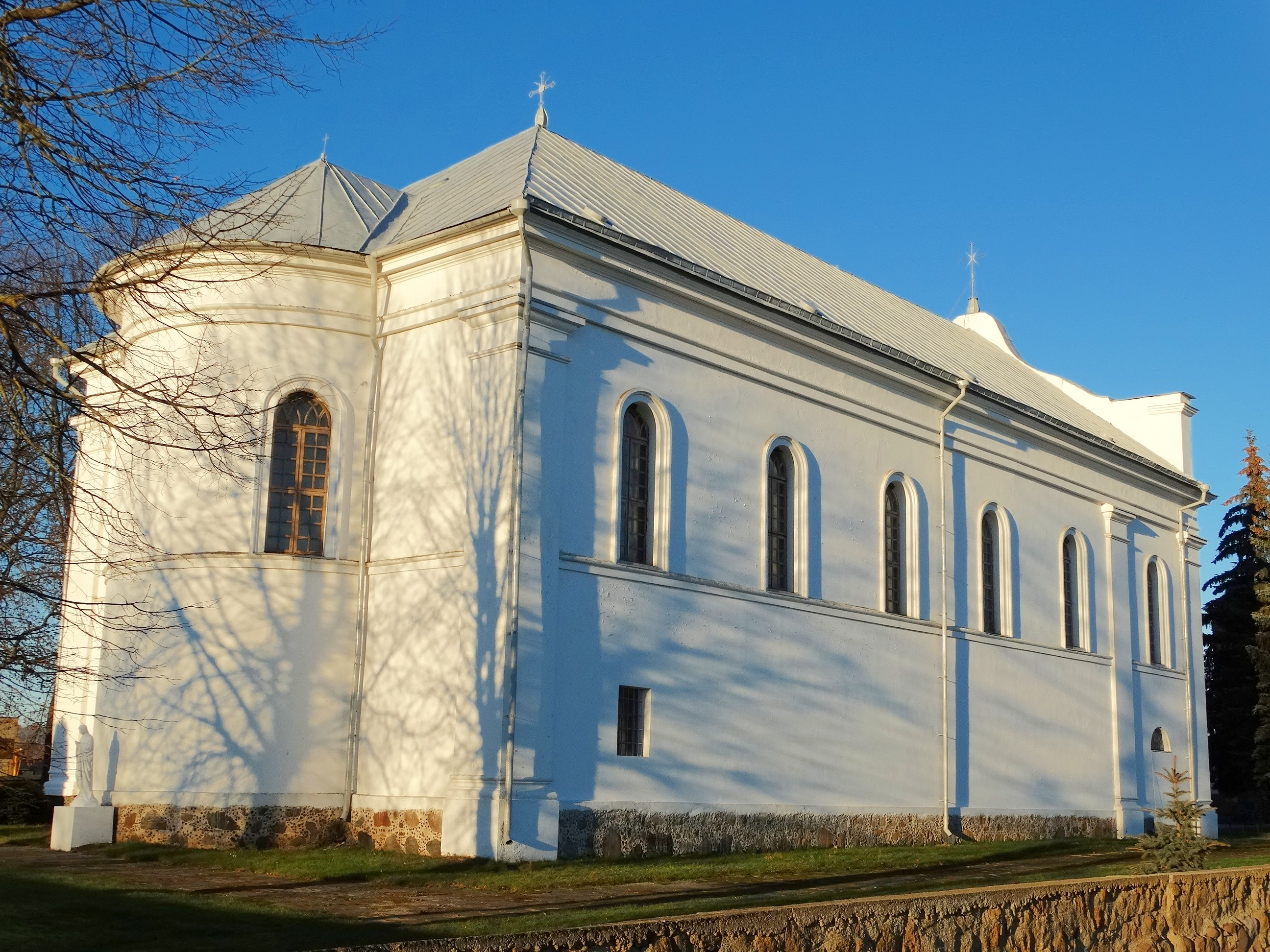

다르수니슈키스(폴란드어: Dorsuniszki, 이디시어: דאַרשונישאָק, Darshonishok)는 리투아니아 서부의 카이샤도리스구에 있는 네만강에 있는 정착지다. 이 마을은 리투아니아에서 가장 오래된 정착지 중 하나로 14세기까지 거슬러 올라간다.
예배당과 성모 마리아 승천 교회(1848)가 있는
마을로 들어가는 세 개의 목조문은 가장 흥미로운 기념물이다.